# Stubb (underkjol)
Stubb är en tjock underkjol, som bars närmast kroppen (underbyxor användes inte), under flera lager av underkjolar.  Från och med 1700-talet blev stubben vanlig hemmaklädsel, för dem som inte klädde sig i den lyxigare adriennen.